# Crocidium tinctipenne
Crocidium tinctipenne är en tvåvingeart som beskrevs av Hesse 1963. Crocidium tinctipenne ingår i släktet Crocidium och familjen svävflugor. Inga underarter finns listade i Catalogue of Life.